# Hrabstwo Oglethorpe

Piramida wieku hrabstwa

Hrabstwo Oglethorpe (ang. Oglethorpe County) – hrabstwo w stanie Georgia w Stanach Zjednoczonych. Według spisu w 2020 roku liczy 14,8 tys. mieszkańców, w tym 17,1% stanowili Afroamerykanie.  Jego siedzibą administracyjną jest miasto Lexington. 
Powstało w 1803 roku. Jego nazwa powstała od nazwiska James Edward Oglethorpe (1696–1785), twórcy kolonii Georgia.

## Geografia
Według spisu z 2000 obszar całkowity hrabstwa obejmuje powierzchnię 1145 km², z czego 1142,5 km² stanowią lądy, a 2,5 km² stanowią wody. Według szacunków United States Census Bureau w roku 2007 miało 13 963 mieszkańców.

### Miejscowości
- Arnoldsville
- Crawford
- Lexington
- Maxeys

## Sąsiednie hrabstwa
- Hrabstwo Elbert (północny wschód)
- Hrabstwo Wilkes (wschód)
- Hrabstwo Taliaferro (południowy wschód)
- Hrabstwo Greene (południe)
- Hrabstwo Oconee (zachód)
- Hrabstwo Clarke (zachód)
- Hrabstwo Madison (północ)

## Polityka
Hrabstwo jest przeważająco republikańskie, gdzie w wyborach prezydenckich w 2020 roku, 68,7% głosów otrzymał Donald Trump i 30% przypadło dla Joe Bidena.